# Embajada de Ucrania en Finlandia
La Embajada de Ucrania en Helsinki es la misión diplomática de Ucrania en Finlandia. El edificio de la embajada se encuentra en Vähäniityntie núm. 9 en Helsinki. La embajadora de Ucrania en Finlandia ha sido Olha Dibrova desde 2020.

## Historia
Desde 1918 a 1922, la República Popular Ucraniana tenía una misión diplomática en Helsinki; fue uno de los seis primeros embajadas en Finlandia. Tras el colapso de la Unión Soviética, Ucrania se declaró independiente en diciembre de 1991. El 30 de diciembre de 1991, Finlandia reconoció la independencia de Ucrania. Las relaciones diplomáticas se establecieron el 26 de febrero de 1992, y el primero de abril de 1992 se abrió la embajada de Ucrania en Helsinki.

## Embajadores

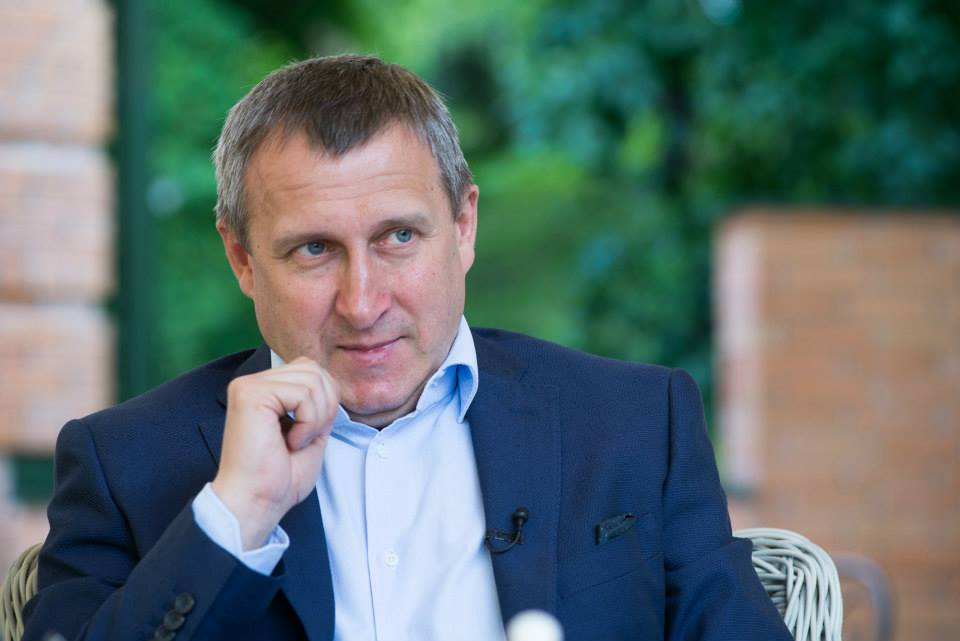
Andrii Deshchitsa, embajador ucraniano a Finlandia desde 2007 a 2012

1. Kost Losky (1918-1919)
2. Mykola Zheleznyak (1919)
3. Volodymyr Kedrowsky (1919-1920)
4. Peter Slivenko (1920-1922)
5. Kostyantyn Masyk (1992-1997)
6. Ihor Podolev (1997-2001)
7. Peter Sardachuk (2001-2003
8. Oleksandr Maidannik (2003-2007)
9. Andrii Deshchitsa (2007-2012)
10. Oleksey Selin (2012-2013)
11. Serhiy Vasylenko (2013-2014)
12. Andrei Olefinov (2014-2019)
13. Ilia Kvas (2019-2020)
14. Mikhailo Iunher (2020)
15. Olha Dibrova (2020-presente)